# Nakatonbetsu
Nakatonbetsu (jap. 中頓別町 Nakatonbetsu-chō) – miasto w Japonii, w prefekturze Hokkaido, w podprefekturze Sōya. Według danych na rok 2020 miejscowość zamieszkiwało 1 637 mieszkańców , a gęstość zaludnienia wyniosła 4,1 os./km².